# Chanaka Rüfai w Beracie
Chanaka Rüfai w Beracie (alb. Teqeja e Rufaive) – chanaka znajdujące się w Beracie, w południowej Albanii. Klasztor został zbudowany w drugiej połowie XVIII wieku. Należał do bractwa (tariki) Rifa, odłamu sufizmu utworzonego w XII wieku przez Ahmeda ar-Rifa’i.
Obiekt został wpisany na listę religijnych zabytków kulturowych Albanii (Objekte fetare me statusin Monument Kulture).